# Amanda Brown
Amanda Brown (ur. 6 października 1970) – amerykańska pisarka. Autorka powieści Prawnik Elle Woods, na bazie której powstał film oraz musical Legalna blondynka.

## Życiorys
Ojciec Amandy, Jack E. Brown to odnoszący sukcesy prawnik, a jej matka, Suzanne J. Brownn – właścicielka galerii sztuki. Pisarka ukończyła Arizona State University w 1993, po czym studiowała w Stanford Law Scholl (nigdy nie otrzymała dyplomu prawniczego). Po zebraniu zabawnych listów oraz opowiadań opartych na swoich doświadczeniach stworzyła pierwszy rękopis, dzięki któremu powstała powieść Prawnik Elle Woods.
Po sukcesie filmu w 2001 stworzyła powieść Family Trust, której prawa również zostały sprzedane do zekranizowania.  Obecnie mieszka z mężem Justinem Changem i córkami w San Francisco.